# Helmholtz-Institut Freiberg für Ressourcentechnologie
Das Helmholtz-Institut Freiberg für Ressourcentechnologie (HIF) ist eine Außenstelle des Helmholtz-Zentrums Dresden-Rossendorf. Sein Sitz ist in der Nähe der TU Bergakademie Freiberg, die maßgeblich am Aufbau des Instituts beteiligt war, und mit der es eng zusammenarbeitet.
Das Institut hat zum Ziel, neue Technologien zu entwickeln, um die Versorgung mit mineralischen und metallhaltigen Rohstoffen zu sichern, Rohstoffe effizienter zu nutzen und umweltfreundlich zu recyceln. Ein weiterer Schwerpunkt ist die Ausbildung von Fachkräften sowie die Förderung der Aus- und Weiterbildung ausländischer Fach- und Führungskräfte im Ressourcensektor.
Unter einem Dach beschäftigen sich die Forscher interdisziplinär mit Ressourcenfragen von der Erkundung über die Aufbereitung und die Metallurgie bis hin zum Recycling. Basierend auf einer genauen Analyse der Roh- und Wertstoffeigenschaften sowie mithilfe von Computersimulationen quantifizieren die Wissenschaftler die Material- und Energieeffizienz der Prozesse entlang der Wertschöpfungskette und entwickeln neue Lösungen für einen sorgsamen und wirtschaftlichen Umgang mit den Rohstoffen.

## Geschichte
Im April 2010 legten das Helmholtz-Zentrum Dresden-Rossendorf und die TU Bergakademie Freiberg ein gemeinsames Konzept für "eine Forschungseinrichtung zur nachhaltigen und sicheren Rohstoffversorgung Deutschlands in Freiberg" vor. Die Stadt Freiberg war bereit, dem neuen Institut eine große Immobilie zur Verfügung zu stellen. Die sächsische Landesregierung stellte im Oktober 2010 beim Bundesministerium für Bildung und Forschung (BMBF) einen entsprechenden Antrag. Dieser wurde im Dezember 2010 vom BMBF bewilligt.
Der im März 2011 unterzeichnete Gründungsvertrag zwischen dem Helmholtz-Zentrum Dresden-Rossendorf und der TU Bergakademie Freiberg sah vor, dass das HIF zu 90 Prozent durch den Bund und zu 10 Prozent durch den Freistaat Sachsen finanziert werden sollte. Die offizielle Gründung erfolgte am 29. August 2011. Die Belegschaft sollte 20 Mitarbeiter bis Ende 2011 und schließlich etwa 100 Mitarbeiter bis 2016 betragen.
Jens Gutzmer von der TU Bergakademie Freiberg war bereits vor der Gründung, im Juni 2011, zum Gründungsdirektor ernannt worden. Im September 2015 wurde Markus Reuter zum Co-Direktor berufen. Er verließ das Institut 2021. 
Im Oktober 2021 übernahm Dr. Simone Raatz die Administrative Leitung des Instituts. Die promovierte Chemikerin und habilitierte Ingenieurin ist seit 2017 am HZDR beschäftigt und verantwortet für das HIF die Themen Strategie und Wissenschaftsmanagement.
Im November 2013 war die Außensanierung des designierten Institutsgebäudes in Freiberg abgeschlossen. Im Juni 2016 bezog das Institut mit inzwischen rund 100 Mitarbeitern das neu eingerichtete Gebäude.
Am 9. September 2021 beging das Institut bei einem feierlichen Akt sein 10-jähriges Jubiläum und weihte zeitgleich sein neu errichtetes Metallurgie-Technikum ein. Auf circa 1.200 Quadratmetern stehen Anlagen und Geräte zur Verfügung, die die ganze Breite metallurgischer Forschung abdecken. Ziel ist es, primäre sowie sekundäre Rohstoffe effizient und möglichst vollständig aufzubereiten und einer (Wieder-)Verwendung zuzuführen. Mit Hilfe von pyro- und hydrometallurgischen Prozessen sowie physikalisch-chemischen und hydrobiologischen Verfahren sollen metallische Rohstoffe recycelt werden.
Im August 2024 weihte das Institut eine für das Recycling wichtige Forschungsinfrastruktur ein: den Plasmaofen. Der Schmelzofen mit Plasmabrenner bringt das Institut einer tatsächlichen Kreislaufwirtschaft ein großes Stück näher, da neue Recyclingtechnologien entwickelt und bestehende optimiert werden können. Die Plasmatechnologie wird es erlauben, die Qualität von recycelten Stoffen, sogenannten Sekundärrohstoffen, mit der primärer Rohstoffe vergleichbar zu machen.

## Forschungsgebiete
Im Bereich Analytik und Aufbereitung komplexer polymetallischer Rohstoffe wird untersucht, wie die natürlichen Vorkommen von Erzen genutzt werden können, die aufgrund ihrer komplexen Zusammensetzung derzeit nicht wirtschaftlich als Quelle für seltene Metalle genutzt werden können. Die angestrebten Verfahren zur Analyse komplexer Metallverbindungen sollen auch für sekundäre Rohstoffquellen wie Abraumhalden oder metallhaltigen Elektroschrott genutzt werden können.
Im Bereich Gewinnung, Aufbereitung und Recycling von Seltenen Erden erforschen die Wissenschaftler Verfahren zur Rückgewinnung von Rohstoffen aus Elektronikprodukten und Mülldeponien und biotechnologische Verfahren zur Aufbereitung von Metallen. Forschungsschwerpunkt sind dabei Hochtechnologiemetalle wie Gallium, Indium, Germanium und die zu den Seltenen Erden gehörenden Elemente, die als Grundlage für viele Anwendungen der Elektronikbranche, bei erneuerbaren Energien und in der Elektromobilität eine Schlüsselrolle spielen.
Im Bereich Erkundung und Charakterisierung von metallischen Rohstoffen werden Routinen für die schnelle und umfassende Kartierung von Bohrkernen entwickelt, sodass das Maximum an Informationen aus jeder Rohstoffprobe geholt wird. Gleichzeitig werden umwelt- und sozialverträgliche Explorationstechnologien erforscht, um die für eine Erkundung notwendige Anzahl an Bohrungen zu minimieren.
Der Bereich Geometallurgie befasst sich mit der Effizienz und der Wirtschaftlichkeit aller Prozesse entlang der Wertschöpfungskette zur Gewinnung und Nutzung von Metallen. Mit neuartigen geometallurgischen Modellen erfassen wir das Rohstoffpotential von Lagerstätten sowie die Effizienz von Aufbereitungs- und Extraktionsprozessen.